# Walter Isaacson

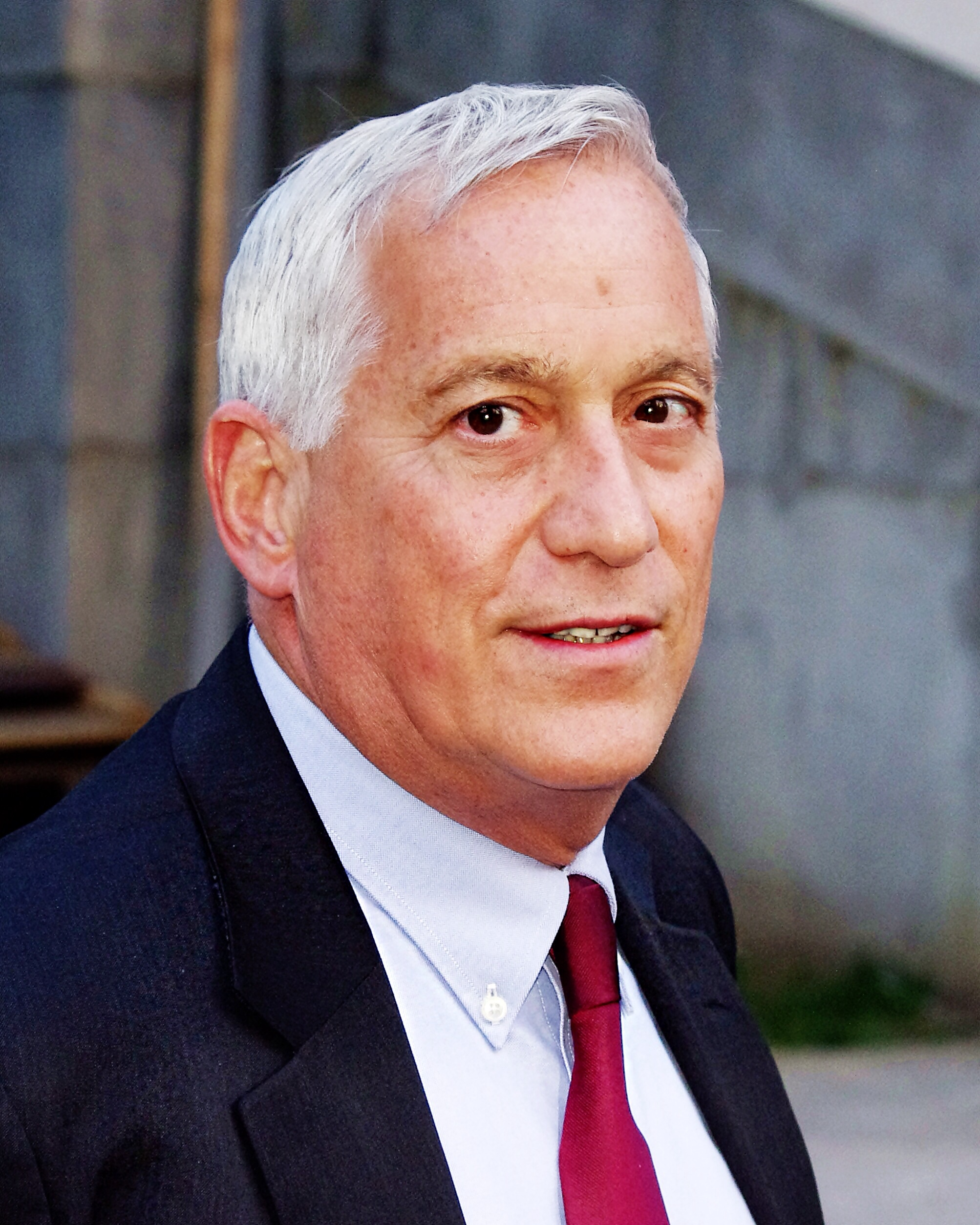
Walter Isaacson

Walter Isaacson (New Orleans, 20 mei 1952) is een Amerikaans biograaf en journalist. Hij gaf leiding aan CNN en het weekblad Time. Van zijn hand verschenen biografieën over beroemdheden als Leonardo da Vinci, Albert Einstein en Steve Jobs. Zijn biografie over Elon Musk was een nieuwswaardige gebeurtenis, omdat Musk als baas van Tesla, SpaceX en Twitter een van de meest spraakmakende, controversiële en rijkste mensen van deze tijd is.

## Professionele biografie
Isaacson studeerde aan de Harvard-universiteit,  waar hij zijn B.A. in geschiedenis en literatuur behaalde. Met behulp van een Rhodesbeurs verkreeg Isaacson vervolgens op het Pembroke College van de Universiteit van Oxford een M.A. in filosofie, politiek en economie. 
Isaacson begon zijn carrière in de journalistiek bij The Sunday Times  en werkte daarna voor The Times-Picayune, een dagblad in New Orleans. In 1978 trad hij in dienst van Time, waarvoor hij politiek correspondent, nationaal redacteur en chef nieuwe media was, voordat hij in 1996 hoofdredacteur van het tijdschrift werd en leiding gaf aan 150 redacteuren. 
In 2001 trad hij aan als CEO van CNN, maar de drie jaar dat hij de baas was ervoer hij als minder prettig. Hij vond zichzelf niet goed genoeg als harde manager. Daarvoor was hij te empathisch. Net als de Amerikaanse politicus en schrijver Benjamin Franklin, over wie hij  later een biografie zou schrijven, vond hij het belangrijker om mensen samen te brengen om tot goede ideeën te komen.
Van 2003 tot 2018 bekleedde hij de functie van bestuursvoorzitter van het Aspen Institute, een internationale denktank gevestigd in Washington.

## Kissinger en Jobs
Al tijdens zijn werkzaamheden voor Time vatte Isaacson het plan op om een biografie te schrijven over Henry Kissinger. Hij kreeg toegang tot privé-correspondentie van Kissinger, zijn familieleden, vrienden en vijanden. Hij volgde het spoor van de staatsman, vanaf zijn jeugd als vervolgde Jood in Nazi-Duitsland tot de wereldwijd beroemde Amerikaanse diplomaat. De schrijver ziet, dat Kissinger tijdens zijn hele carrière een talent had om de juiste contacten te onderhouden. Dit kwam hem van pas tijdens zijn werk bij de Amerikaanse militaire inlichtingendienst in de Tweede Wereldoorlog en verklaart ook de belangrijke rol die hij speelde ten tijde van de Koude Oorlog. Zijn geslepenheid maakte hem tot een invloedrijk lid van de regering Nixon en hij wist ook aan de gevolgen van het Watergate schandaal te ontsnappen. Uiteindelijk kreeg Kissinger zelfs de Nobelprijs voor de Vrede, omdat hij de Vietnamoorlog had helpen beëindigen. Critici merken op dat Isaacson minder woorden besteedde aan de donkere kanten van Kissinger, die hem de bijnaam Dr. Strangelove opleverde. 

In 2004 kreeg hij het verzoek van Apple-baas Steve Jobs of hij een biografie over hem wilde schrijven. Maar Isaacson, inmiddels gelauwerd door zijn boeken over Benjamin Franklin en Albert Einstein, oordeelde het verzoek als voorbarig en zei Jobs rustig op zijn beurt te wachten. De schrijver had geen idee, dat Jobs al wist dat hij ongeneeslijk ziek was. Vijf jaar later ging hij alsnog akkoord. Jobs was nauwelijks meer in staat om te werken. In een periode van twee jaar interviewde hij de Apple topman veertig keer en sprak met honderden collega’s, vijanden en vrienden. Het leverde uiteindelijk een boek op van 700 pagina’s, dat  uitgroeide tot een wereldwijde bestseller.
De lijdensweg van alvleesklierkanker die leidde tot het sterven van Jobs zag Isaacson als een uitdaging voor zijn te schrijven biografie. Het gaf hem de mogelijkheid om de zakelijke kant van Jobs en de producten van Apple te koppelen aan zijn persoonlijke leven. Isaacson was van dezelfde generatie als Jobs en ze hadden veel gemeen:
"Het hielp zeker dat we dezelfde smaak in muziek hadden, we waren allebei Dylanfans. En Steve was geïnteresseerd in geschiedenis, net als ik. We groeiden allebei op in de vroege jaren zeventig, de tijd van drugs en de protestgeneratie. Maar we deelden ook de voorliefde voor elektronica. Ik schroefde ook zelf radio’s in elkaar en van die elektronische knutseldozen. Dus ik begreep waar Steve het over had."

Bij de publicatie van Isaacson’s biografie over Leonardo da Vinci bestond de angst dat Isaacson een hagiografie aan da Vinci zou wijden. Deze keer had de biograaf niet de beschikking over persoonlijke documenten van de Italiaanse meester en kon hij geen psychologische schets van hem maken. Hij had geen andere keus dan zich volledig te richten op het werk van Leonardo.
Hij verrichtte een diepgaande studie van de aantekenboeken die de kunstenaar-geleerde bijhield, en die allemaal bewaard zijn gebleven. De biograaf had de beschikking over 7200 pagina’s, gevat in 32 verzamelingen en constateerde dat Leonardo, als een uomo universale, geen onderscheid maakte tussen wetenschap en kunst.

Hij beschrijft  zijn hoofdpersoon als een onstuitbare perfectionist, die er bijna nooit in slaagde om de opdrachten die hij kreeg af te maken, omdat hij zich alweer op een nieuw project had gestort.
Het laatste hoofdstuk van de biografie begint met een slogan van Apple: Er zijn mensen, die gek genoeg denken dat zij de wereld kunnen veranderen en er zijn anderen die dit ook werkelijk doen.

## Doudna en Musk
De codekraker is een biografie over Jennifer Doudna, winnaar van de Nobelprijs voor Scheikunde in 2020. Naast haar persoonlijke verhaal schetst Isaacson ook hoe zij samen met vele andere biochemici en moleculair biologen een grote doorbraak tot stand bracht in de ontwikkeling van CRISPR. Alleen was Doudna c.s. doortastender dan haar collega’s. De biograaf noemt haar koel, soeverein en keurig, zoals een Nobelprijswinnaar behoort te zijn.  CRISPR valt lastig uit te leggen aan een groot publiek, maar Isaacson slaagt er in om de lezer mee te nemen, met een even soepel als meeslepend proza.

Voordat Isaacson aan zijn biografie over Elon Musk begon had hij de techmiljardair een aantal voorwaarden gesteld. Hij wilde niet alleen een aantal interviews met hem: "Ik wil, net als bij Steve Jobs, twee jaar voortdurend in jouw nabijheid zijn, bij iedere vergadering, iedere maaltijd en elke keer, wanneer je door een van je fabrieken wandelt. Bovendien zul je geen enkele zeggenschap over het boek hebben." Musk ging akkoord.

Isaacson beschrijft Musk als een man die tijdens zijn jeugd in Zuid-Afrika ernstig psychisch is mishandeld door zijn vader. Musk heeft hierdoor vele littekens op zijn ziel gekregen. Nog altijd moet hij proberen de demonen uit zijn kindertijd in te kapselen. Volgens Isaacson doet Musk dit door voortdurend riskante avonturen aan te gaan. Hij heeft het syndroom van Asperger en zijn persoonlijkheid valt uiteen in verschillende manieren van optreden; het ene ogenblik is hij de ingenieur, de visionair of de charismatische leider. Maar regelmatig nemen de demonen het over en lijkt hij verslaafd aan drama en risico. Isaacson was ook getuige van een manische  periode van Musk. Hij had Twitter gekocht en binnen enkele dagen 85% van het personeel ontslagen.
Isaacson zelf kijkt terug op een onbezorgde jeugd, met een zorgzame vader, die ingenieur was en een liefdevolle moeder. Daarom is hij, zegt hij, niet zo gedreven als Musk. Hij hoeft niets te bewijzen, is liever een waarnemer dan een doener. Maar droomt er dan ook niet van om, zoals Musk, elektrische auto’s te ontwikkelen of mensen naar Mars te sturen. 
Net als Bill Gates en Steve Jobs ziet hij in Musk, dat hij zich liever inzet voor de toekomst van de mensheid dan voor de mens in zijn directe omgeving. Genieën als Musk, da Vinci en Einstein hebben als overeenkomst dat ze sterk visueel zijn ingesteld. Als geen ander is Elon Musk in staat om het gehele productieproces van bijvoorbeeld een elektrische auto tot in de kleinste details voor zich te zien. Ook Steve Jobs zag in zijn hoofd de fabricage van de Iphone, van het begin tot het eind.

## Het geheim van de biograaf
Om een goede biografie te schrijven verdiept Isaacson zich diepgaand in de psyche van zijn hoofdpersoon. Hij probeert na te gaan hoe hun hersens werken en zij tot baanbrekende ideeën komen. Bij deze studie van de persoonlijkheid is het, volgens de schrijver, noodzakelijk om niet met je eigen mening te komen of te gaan preken als een dominee.
Zijn advies is om een goed verhaal te vertellen en chronologisch te werk te gaan. Beschrijven hoe mensen zich tijdens hun leven hebben ontwikkeld en zijn gegroeid. Een andere tip is het geheim van de stilte. Mensen praten graag, wanneer de ander bereid is om werkelijk te luisteren.  Dit betekent om geen sturende vragen te stellen of de eigen mening te verkondigen. Alleen de vraag: wat is er aan de hand? De echte luisteraar heeft leren zwijgen, aldus Isaacson. Ook al denken de meeste mensen, dat als ze niets zeggen saai zijn en als ze praten, dat het stom klinkt. Geen ingewikkelde vragen, niet onderbreken: laat iemand zijn verhaal afmaken.

## Bestseller 60
| Boeken met noteringen in de Nederlandse Bestseller 60 | Jaar van verschijnen | Datum van binnenkomst | Hoogste positie | Aantal weken | Opmerkingen                      |
| ----------------------------------------------------- | -------------------- | --------------------- | --------------- | ------------ | -------------------------------- |
| Steve Jobs. De biografie                              | 2011                 | 26-10-2011            | 1(1wk)          | 41           | biografie over Steve Jobs        |
| Leonardo da Vinci                                     | 2017                 | 25-10-2017            | 60              | 1            | biografie over Leonardo da Vinci |
| Elon Musk                                             | 2023                 | 20-09-2023            | 3               | 10           | biografie over Elon Musk         |

- Bibsys: 90338082
- Biblioteca Nacional de España: XX4782444
- Bibliothèque nationale de France: cb134841423 (data)
- Catàleg d'autoritats de noms i títols de Catalunya: 981058524108906706
- CiNii: DA03658853
- DBLP: 121/0659
- Gemeinsame Normdatei: 113438370
- International Standard Name Identifier: 0000 0001 2131 2482
- Library of Congress Control Number: n83038709
- Nationale Bibliotheek van Letland: 000147843
- MusicBrainz: 3c3a1d45-6c2c-421e-b22b-47bd93364fbd
- Bibliotheek van het Japanse parlement: 00468802
- Nationale Bibliotheek van Tsjechië: hka2010598319
- Nationale bibliotheek van Australië: 49863557
- Nationale Bibliotheek van Israël: 987007263012705171
- Nationale Bibliotheek van Polen: a0000002399146
- Nationale en Universitaire bibliotheek Zagreb: 000575140
- Nederlandse Thesaurus van Auteursnamen: 072889055
- Réseau des bibliothèques de Suisse occidentale: 02-A003411624
- Istituto Centrale per il Catalogo Unico: TO0V519375
- Système universitaire de documentation: 063806258
- Trove: 1504353
- Virtual International Authority File: 46911882